# Andreas Pirringer
Andreas Pirringer  (* 1967 in Wiener Neustadt) ist ein österreichischer Multiinstrumentalist, Pädagoge, Komponist und Bandleader der Gruppe Artett.

## Leben und Wirken
Pirringer absolvierte 1989 an der Pädagogische Akademie des Landes Niederösterreich die Lehramtsprüfung für Hauptschulen für die Fächer Musik und Englisch. Von 1990 bis 2015 arbeitete er als Lehrer und Musikpädagoge an verschiedenen Schulen.
Parallel zu seiner Lehrtätigkeit studierte er Jazz-Saxophon am Franz Schubert Konservatorium in Wien und erhielt 1993 sein Diplom mit Auszeichnung. Weitere Studien folgten von 1994 bis 1996 in den USA an der Susquehanna University in Selinsgrove (Pennsylvania), wo er auch Lehrtätigkeiten für die Fächer Deutsch und Saxophon übernahm. An der University of California, Irvine absolvierte er den Master of Fine Arts in Music nach Studien bei Eric Marienthal (Saxophon), James Newton (Querflöte) und Kei Akagi (Improvisation). Für weitere Studien mit Schwerpunkt Weltmusik und Jazz ging er 1998 an das California Institute of the Arts. Er erhielt für seine Studien verschiedene Förderungen und Auslandsstipendien.
Pirringer spielt als Musiker in verschiedenen Ensembles. Seit 1993 ist er Mitglied der Wolfgang Lindner Band mit internationalen Konzerten, Tourneen und Fernsehauftritten. Von 1999 bis 2001 war er Mitglied der Swing Time Big Band, mit der ihn eine Tournee in die USA führte. Seit 2001 leitet er die österreichischen Band Artett, die in verschiedenen Formationen vom Duo bis zur Big Band auftritt und mit der bisher 7 CDs produziert wurden. 2001 gründete er das Label Digi Music Records.
Seit 2006 spielte er bei den Mammut Horns - Urban Brass Hop (Saxophon, Querflöte) und konzertierte mit dieser Formation u. a. beim Jazz Fest Wiesen, Passau Jazz, INNtöne Jazzfestival, Marianne Mendt Jazzfest und Kufstein Unlimited. Von 2014 bis 2016 erfolgte eine Zusammenarbeit mit Wolfgang Katzer mit dem Projekt „ToBeOrNoTuba Meets Bamschabl“. Seit 2016 ist er Bandmitglied der österreichischen Schauspielerin und Sängerin Cecile Nordegg (Jazz Proclamation - Cecile Nordegg & Band).
Pirringer trat mit den verschiedenen Bands und Ensembles international auf, u. a. auch beim Edinburgh Fringe Festival und beim Jazz Fest Wien (Summerstage). Auch wirkte er bei zahlreichen Live- und Studioaufnahmen für Tonträger und Rundfunkaufnahmen mit.

## Studioarbeit
Pirringer wirkte bei zahlreichen Studioeinspielungen mit, unter anderem mit Künstlern und Bands wie Jazz Gitti, GG Anderson, Die Paldauer, Nockalm Quintett, Marc Pircher, Andy Borg, Stefanie Hertel, Sigrid & Marina, Maxi Arland, Francine Jordi, Andreas Fulterer und Sternenstaub.
Live arbeitete er unter anderem mit Charlie Haden, Bobby Shew, Jazz Fest Wien, Volkstheater Wien, Wiener Kammeroper, Richard Clayderman, Peter Kraus, Johnny Logan, Umberto Tozzi, Wencke Myhre und Semino Rossi.

## Filmografie
- Musikvideo Liedtitel Stille Konsequenz, Künstler: Rudi Nemeczek (Minisex), DCC Konzept GmbH (H. Kefeder), Tenorsaxophon, 2019
- Filmmusik: Tatort – Das Tor zur Hölle (Tenorsaxophon) 2021, Ausstrahlung 2022, Musik Lothar Scherpe/Andreas Wingert

## Einzelnachweis
1. 1 2 3 4 5 6 7 8  Musikdatenbank Music Austria: Pirringer, Andreas. Abgerufen am 29. Oktober 2021.

| Personendaten    | Personendaten                                                   |
| ---------------- | --------------------------------------------------------------- |
| NAME             | Pirringer, Andreas                                              |
| KURZBESCHREIBUNG | österreichischer Multiinstrumentalist, Komponist und Bandleader |
| GEBURTSDATUM     | 1967                                                            |
| GEBURTSORT       | Wiener Neustadt                                                 |